# Cylindroiulus gigas
Cylindroiulus gigas är en mångfotingart som först beskrevs av Karl Wilhelm Verhoeff 1932.  Cylindroiulus gigas ingår i släktet Cylindroiulus och familjen kejsardubbelfotingar. Inga underarter finns listade i Catalogue of Life.